# Crypsicometa plana
Crypsicometa plana är en fjärilsart som beskrevs av Alfred Ernest Wileman 1911. Crypsicometa plana ingår i släktet Crypsicometa och familjen mätare. Inga underarter finns listade i Catalogue of Life.